# The Chase (Großbritannien)
The Chase ist eine britische Quizshow, welche von ITV ausgestrahlt und von Bradley Walsh moderiert wird. Die deutsche Sendung Gefragt – Gejagt ist eine Adaption des Formates.
In der Sendung treten die Kandidaten gegen professionelle Quizzer, genannt Chaser, in der deutschen Ausgabe als Jäger bezeichnet, an. Die aktuellen sechs Chaser sind Mark Labbett, Shaun Wallace, Anne Hegerty, Paul Sinha, Jenny Ryan und Darragh Ennis.
Ein Team von vier Kandidaten versucht anfangs einzeln möglichst viel Geld zu erspielen. Dieses versuchen sie im Einzelduell gegen einen Chaser zu verteidigen. Hierbei kann jeder Kandidat wählen, ob er den erspielten Betrag, einen höheren oder einen niedrigeren Betrag verteidigen will. In der Endrunde muss das Team gemeinsam den Betrag gegen den Jäger verteidigen.
Die durchschnittliche Zuschauerzahl von The Chase liegt zwischen 3 und 5 Millionen. Damit ist sie die bisher erfolgreichste Tagesshow. Sechs Mal wurde sie für die National Television Awards nominiert. 2016, 2017 und 2019 konnte sie die Auszeichnung gewinnen. Ableger der Sendung wurden oder werden mittlerweile in Australien, China, Kroatien, Finnland, den USA, Deutschland, Israel, Norwegen, Russland, Serbien, der Türkei und Spanien ausgestrahlt.

## Spielablauf

### Cash Builder und Head-to-Head rounds
Jeder Teilnehmer tritt zuerst einzeln an und versucht in zwei Runden Geld zu sammeln. In der ersten Runde, in der deutschen Ausgabe als Schnellraterunde bezeichnet, beantwortet der Teilnehmer innerhalb einer Minute so viele Fragen wie möglich, wobei jede richtige Antwort 1000 Pfund Sterling wert ist. Anschließend betritt der Jäger die Bühne und macht dem Kandidaten drei Angebote. Hiervon wählt der Kandidat eines:
- Das erste Angebot entspricht dem Gewinn aus der Cash-Builder-Runde und der Kandidat hat einen Vorsprung von drei Fragen.
- Beim zweiten Angebot erhält der Kandidat einen Vorsprung von vier Fragen. Hierfür wird der Betrag aus der Cash-Builder-Runde verringert. Teilweise ist der Betrag negativ.
- Beim dritten Angebot erhält der Kandidat nur einen Vorsprung von zwei Fragen. Allerdings wird sein möglicher Gewinn erhöht.

Sobald die Startposition ausgewählt ist, stellt der Moderator dem Teilnehmer und dem Chaser eine Reihe von Multiple-Choice-Fragen. Hierbei wählen sie die richtige Antwort aus drei Möglichkeiten per Tastatur gleichzeitig aus. Nachdem eine Person die Antwort gewählt hat, hat die andere noch maximal fünf Sekunden Zeit. Bei einer korrekten Antwort bewegt sich die Person, die sie gegeben hat, einen Schritt nach unten, während eine falsche oder zu späte Antwort ihn auf der Stufe belässt, wo sie sich vor der Frage befanden.
Wenn der Teilnehmer erfolgreich, also ohne eingeholt zu werden, unten ankommt, darf er am Final Chase teilnehmen und sein Geld wird dem Teamjackpot gutgeschrieben (im Fall eines negativen Betrages dann dementsprechend abgezogen). Sollte der Kandidat eingeholt werden, scheidet er aus und sein Betrag verfällt. Wenn alle vier Teilnehmer ausscheiden, wählen sie einen aus, der allein um die Mindestsumme von 4000 Pfund Sterling (1000 Pfund Sterling pro Kandidat) spielt.

### Final Chase
Die Kandidaten wählen einen von zwei Fragesätzen aus. Der andere wird vom Jäger gespielt. Sie versuchen nun innerhalb von zwei Minuten möglichst viele Fragen richtig zu beantworten. Wenn mehr als ein Kandidat spielt, müssen die Spieler vor der Antwort den Buzzer betätigen. Für jeden Spieler, der das Finale erreicht hat, erhalten die Kandidaten einen Punkt als Vorsprung.
Anschließend hat der Jäger zwei Minuten Zeit, um Fragen aus dem nicht verwendeten Satz zu beantworten und das Team einzuholen. Wenn der Verfolger eine Frage nicht oder falsch beantwortet, wird die Uhr angehalten. Anschließend kann das Team die Frage beantworten und den Jäger um eine Antwort zurücksetzen. Wenn die Kandidaten nicht eingeholt werden, wird der Gewinn unter den Finalisten zu gleichen Teilen aufgeteilt.
Bei Promiausgaben erhält jeder Prominente bei einem verlorenen Finale 1000 Pfund Sterling für sein unterstütztes Projekt.

### Produktionsablauf
An einem Tag werden drei Folgen gedreht. Eine Folge wird innerhalb von etwa 90 Minuten produziert. Im Final Chase kann die Fragerunde, falls Walsh sich bei einer Frage verhaspelt, gestoppt werden und anschließend neugestartet werden. Bei Radio Times sagte Walsh, dass bereits bei leichten Fehlinterpretationen von den Anwälten gestoppt wird. Sie legen mithilfe der Aufnahme fest, wann wieder gestartet wird.

## Chaser/Jäger
- Mark Labbett (seit 2009) bekannt aus University Challenge, Fifteen to One, The Syndicate und Who Wants to Be a Millionaire?,[5] Zweiter bei The People’s Quiz, Zweiter bei Brain of Britain, Mitglied eines Gewinnerteams bei Only Connect, vertrat von 2005 bis 2007 Wales bei den European Quiz Championships. Spitznamen sind „The Beast“, „Beastie Boy“, „The Man Mountain of Maths“ und „The Transatlantic Giant“. Er erreichte Rang 152 bei den World Quizzing Championships 2019.[6] Bei der US-Ausgabe von The Chase war er der einzige Chaser und bei der australischen Ausgabe ist er einer von sechs Chasers.[7]
- Shaun Wallace (seit 2009), bekannt aus Fifteen to One, Weakest Link, Beat the Nation, BrainTeaser, Greed The Waiting Game; Gewinner bei Mastermind, Finalist bei der ersten Staffel von Are You an Egghead?. Spitznamen sind „The Dark Destroyer“, „Grumpy Drawers“, „The Barrister“, „The Legal Eagle“ und „The Mastermind Champ“. Er erreichte Rang 455 bei den World Quizzing Championships 2014.[8] 2018 war er Gast-Chaser in der australischen Ausgabe.
- Anne Hegerty (seit 2010), bekannt aus Mastermind (zweimal), Fifteen to One, Today’s the Day und Brain of Britain; Halbfinalistin in der zweiten Staffel von Are You an Egghead?. Sie erreichte Rang 18 in den britischen Quizrankings (Januar 2018). Spitznamen sind „The Governess“ und „Frosty Knickers“. Sie erreichte Rang 122 bei den World Quizzing Championships 2019. Bei der australischen Ausgabe ist sie einer von sechs Chasers.
- Paul Sinha (seit 2011), bekannt aus Are You an Egghead?, Brain of Britain, Mastermind, University Challenge und The Weakest Link; Er erreichte Platz 6 der National Quiz Rankings (Januar 2018). Spitznamen sind „The Sinnerman“, „The Smiling Assassin“ und „Sarcasm in a Suit“. Er erreichte Rang 11 bei den World Quizzing Championships 2018.[9] Sinha ist auch Stand-up-Comedian und war als Arzt tätig.
- Jenny Ryan (seit 2015),[10] bekannt aus University Challenge, Mastermind, Are You an Egghead?, Fifteen to One, The Weakest Link, The X Factor und war Teil des Gewinnerteams bei Only Connect. Spitznamen sind „The Vixen“, „The Bolton Brainiac“, „Bolton Bombshell“ und „The Brainiac of Bolton“. Sie erreichte Rang 175 bei den World Quizzing Championships 2014.
- Darragh Ennis (seit 2020), war 2017 Kandidat in The Chase und ist Postdoc an der Oxford University. Spitznamen sind „The Menace“.[11]
- Issa Schultz (2022), Jäger der australischen Version. Sprang während einer SARS-CoV-2-Infektion von Anne Hegerty ein. Als Spitznamen wurde „The Supernerd“ gewählt.

## Spin-offs
Ein Spin-off trägt den Titel The Chase: Celebrity Special. Hierbei treten Promis an. Häufig sind es Comedians oder Schauspieler, was zu vermehrten Comedyelementen führt. Der Spielablauf ist identisch mit den regulären Ausgaben. Wenn alle vier Promis ausscheiden, ist die Gewinnsumme im Finale £20,000 (ursprünglich £4000). Wenn das Team im Final Chase verliert, erhält jeder Prominente einen Trostpreis in Höhe von £1000 für einen wohltätigen Zweck.
Im Februar 2017 beauftragte ITV das Spin-off The Family Chase. Hierbei kommen alle Kandidaten aus einer Familie. Die erste Staffel mit 6 Folgen wurde seit dem 2. September 2017 ausgestrahlt. Die zweite Staffel mit 8 Folgen folgte im März 2019.
Im November 2019 beauftragte ITV ein zweites Spin-off Beat The Chasers. Es wurde zur Primetime am 27. April 2020 ausgestrahlt. Hierbei muss sich der Kandidat gegen bis zu fünf Verfolger durchsetzen.
Dabei sammeln die Kandidaten einzeln nach Beantwortung von fünf Fragen eine Spielsumme, um die sie dann in einem Duell mit bis zu sechs Jägern zu verteidigen. Die Kandidaten haben stets eine Minute Spielzeit zur Verfügung, die Jäger legen für sich ein niedrigeres Zeitlimit fest, das je nach gebotener Geldsumme und Jägerzahl variiert. Es verliert, wessen Zeit zuerst abgelaufen ist. Seit der vierten Staffel (2021) wird für einen Sieg gegen alle Jäger (ohne Zeitbonus) eine Gewinnsumme von bis zu £ 500.000 geboten (“Super Offer”). Von diesem Ableger werden seit 2021 auch lokale Versionen in Australien, den Niederlanden, Finnland und Spanien gezeigt. In Deutschland strahlte Das Erste zwischen 17. und 21. Oktober erstmals fünf Folgen dieses Ablegers aus.

## Ausstrahlungen

### Reguläre Ausgaben
| Staffel | Ausstrahlungsbeginn | Ausstrahlungsende | Folgen | Nachweise     |
| ------- | ------------------- | ----------------- | ------ | ------------- |
| 1       | 29. Juni 2009       | 10. Juli 2009     | 10     | [ 19 ]        |
| 2       | 24. Mai 2010        | 19. Juli 2010     | 40     | [ 20 ]        |
| 3       | 3. Januar 2011      | 25. Februar 2011  | 40     | [ 21 ]        |
| 4       | 5. September 2011   | 30. Januar 2012   | 60     | [ 22 ]        |
| 5       | 31. Januar 2012     | 26. Oktober 2012  | 120    | [ 23 ] [ 24 ] |
| 6       | 29. Oktober 2012    | 21. November 2014 | 150    | [ 25 ]        |
| 7       | 2. September 2013   | 17. November 2014 | 150    | [ 26 ]        |
| 8       | 1. September 2014   | 3. Juli 2015      | 150    | [ 27 ]        |
| 9       | 22. Juni 2015       | 6. September 2016 | 190    | [ 28 ]        |
| 10      | 15. April 2016      | 24. Oktober 2017  | 190    |               |
| 11      | 25. April 2017      | 3. September 2018 | 170    | [ 29 ]        |
| 12      | 2. März 2018        | 25. Oktober 2019  | 170    | [ 30 ]        |
| 13      | 7. März 2019        | 4. Oktober 2022   | 210    |               |
| 14      | 4. November 2020    | 2022              | 211    |               |
| 15      | 27. Januar 2022     | 2024              |        |               |

Alle fünf Chasers nahmen am 29. September 2016 an der 1000. Folge teil. Hierbei trat gegen jeden der Kandidaten ein anderer Jäger an und im Finale der fünfte. Dieses Format wurde auch für das Weihnachtspromispezial angewendet.

### Extra–Ausgaben
Für den YouTube-Kanal der Sendung wurden spezielle Folgen produziert, welche werktags um 18:00 ausgestrahlt wurde. Jede Staffel hatte 5 Folgen. Hierbei waren die Zuschauer die Kandidaten. Die erste Staffel moderierte Jenny Ryan und die aktuelle Shaun Wallace.
| Staffel | Ausstrahlungsbeginn | Ausstrahlungsbeginn | Folgen | Moderator     | Ausstrahlung                     | Staffeldurchschnitt |
| ------- | ------------------- | ------------------- | ------ | ------------- | -------------------------------- | ------------------- |
| 1       | 18. Mai 2020        | 22. Mai 2020        | 5      | Jenny Ryan    | Montag bis Freitag               | 98 Mio.             |
| 2       | 26. Mai 2020        | 14. Juni 2020       | 5      | Shaun Wallace | Dienstag, Donnerstag und Sonntag | 12 Mio.             |

### Promispezials
| Staffel | Ausstrahlungsbeginn | Ausstrahlungsende | Folgen |
| ------- | ------------------- | ----------------- | ------ |
| 1       | 29. Oktober 2011    | 10. Dezember 2011 | 6      |
| 2       | 19. August 2012     | 7. Oktober 2012   | 6      |
| 3       | 5. Oktober 2013     | 28. Dezember 2013 | 15     |
| 4       | 30. August 2014     | 8. März 2015      | 18     |
| 5       | 24. Oktober 2015    | 15. Mai 2016      | 16     |
| 6       | 11. September 2016  | 26. November 2017 | 16     |
| 7       | 14. Oktober 2017    | 21. Oktober 2018  | 10     |
| 8       | 14. Oktober 2018    | 2020              | 8      |
| 9       | 8. Juni 2018        | 12. Oktober 2019  | 8      |
| 10      | 14. Juni 2019       | 6. November 2021  | 12     |
| 11      | 17. Oktober 2020    | 2022              | 12     |
| 12      | 3. September 2021   | 2022              | 12     |
| 13      | 2023                | 2024              | 12     |

### Familienausgaben
| Staffel | Ausstrahlungsbeginn | Ausstrahlungsende | Folgen |
| ------- | ------------------- | ----------------- | ------ |
| 1       | 2. September 2017   | 7. Oktober 2017   | 6      |
| 2       | 24. März 2019       | 24. Mai 2020      | 16     |

### Beat The Chasers Ausgaben
| Staffel | Ausstrahlungsbeginn | Ausstrahlungsende | Folgen |
| ------- | ------------------- | ----------------- | ------ |
| 1       | 27. April 2020      | 1. Mai 2020       | 5      |
| 2       | 3. Januar 2021      | 10. Januar 2021   | 7      |
| 3       | 27. März 2021       | 29. Mai 2021      | 7      |
| 4       | 11. September 2021  | 11. Januar 2022   | 7      |
| 5       | 16. Mai 2022        | 20. Mai 2022      | 5      |

## Internationale Ausstrahlungen
- Australien: Wochentags werden auf Seven Network um 15:00 Uhr Episoden der britischen Ausgabe gezeigt. Zeitweise plante der Sender eine eigene Auflage der Sendung und drehte im britischen Set eine Pilotfolge.[41] Mitte 2015 wurde eine lokale Version als Ersatz für Deal or No Deal und Million Dollar Minute in Auftrag gegeben, um die 18 Uhr-Nachrichten wiederzubeleben.[42] Hegerty und Labbet sind dauerhafte Chaser, während Wallace 2018 Gastjäger war.[43][44]
- Neuseeland:[45] Episoden der britischen Version werden Montag bis Samstag um 16:55 auf TVNZ1 ausgestrahlt. Wiederholungen werden um 11 Uhr Montag bis Freitag gesendet. Die Ausstrahlung zieht durchschnittlich 1,3 Millionen pro Woche an.[46]

## Rezeption

### Reaktionen der Kritiker

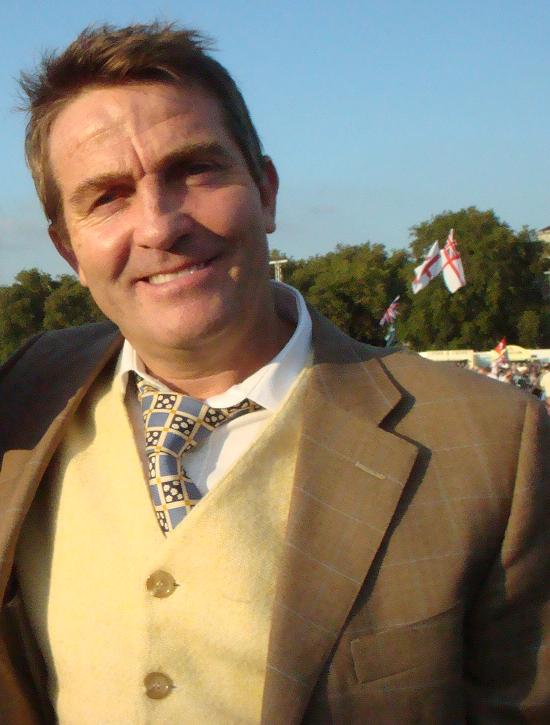
Bradley Walsh, Moderator der Show

The Chase ist bei Kritikern und Zuschauern mittlerweile beliebt. Waren die Bewertungen der Show anfangs noch kritischer, stiegen sie später stetig. Einige Kritiker und die Chaser selbst führen den Erfolg auf den Moderator Bradley Walsh zurück. Labbett meinte, dass der Sinn für Humor und die Unterschiedlichkeit der Chasers ein wichtiger Faktor für den Erfolg sei.

### Kontroversen
The Chase war mehrfach Zentrum von Kontroversen. Zuschauer haben sich beschwert, dass Walsh die Fragen im Finale bei den Kandidaten langsamer liest als bei den Jägern. In einem Interview mit Radio Times wies er diese Behauptungen zurück.

### Zuschauerzahlen und Konkurrenz mitPointless
Während der ersten beiden Staffeln wurde die Sendung von durchschnittlich 1–2 Millionen Zuschauern gesehen. In der dritten Staffel waren es bereits über 2 Millionen. Im Dezember 2012 war The Chase dann mit über 3 Millionen Zuschauern die beliebteste Tea-time-Sendung seit The Paul O’Grady Show 2005. Am 21. Januar 2013 erreichte sie mit 5,1 Millionen ihr Allzeithoch. Seither ist fast jede Folge in den Top 30 der wöchentlichen ITV-Sendungen.
Zur selben Zeit wie The Chase läuft auf BBC One Pointless, eine Spielshow, die im August 2009, zwei Monate nach The Chase, startete. Die beiden Sendungen haben normalerweise ähnlich große Zuschauerzahlen.

## Auszeichnungen
| Jahr | Preis                             | Kategorie                             | Ergebnis    | Nachweise |
| ---- | --------------------------------- | ------------------------------------- | ----------- | --------- |
| 2013 | National Television Awards        | Best Daytime Programme                | Nominiert   |           |
| 2013 | Broadcast Awards                  | Best Daytime Programme                | Gewonnen    |           |
| 2013 | TV Guide Awards                   | Best Daytime Programme                | Nominiert   |           |
| 2014 | National Television Awards        | Best Daytime Programme                | Nominiert   |           |
| 2015 | National Television Awards        | Best Daytime Programme                | Nominiert   |           |
| 2016 | National Television Awards        | Best Daytime Programme                | Gewonnen    |           |
| 2017 | National Television Awards        | Best Daytime Programme                | Gewonnen    |           |
| 2018 | National Television Awards        | Best Daytime Programme                | Nominiert   |           |
| 2019 | National Television Awards        | Best Quiz Show                        | Gewonnen    |           |
| 2020 | National Television Awards        | The Bruce Forsyth Entertainment Award | Nominiert   |           |
| 2021 | National Television Awards        | Best Quiz Gameshow                    | Gewonnen    |           |
| 2021 | National Television Awards        | Best Daytime                          | Nominiert   | [ 47 ]    |
| 2021 | British Academy Television Awards | Best Daytime                          | Nominiert   | [ 48 ]    |
| 2022 | British Academy Television Awards | Best Daytime                          | Gewonnen    |           |
| 2022 | National Television Awards        | Best Quiz Gameshow                    | Shortlisted |           |
| 2022 | National Television Awards        | Best Daytime                          | Shortlisted |           |
| 2022 | TV Choice Awards                  | Best Daytime Show                     | Shortlisted |           |

## Internationale Ausgaben
| Land                           | Sendungsname                                                                | Sender                                          | Moderator                                            | Chaser(s)/Jäger | Geldbetrag Cashbuilderrunde                            | Erste Ausgabe      | Letzte Ausgabe     |
| ------------------------------ | --------------------------------------------------------------------------- | ----------------------------------------------- | ---------------------------------------------------- | --- | ------------------------------------------------------ | ------------------ | ------------------ |
| Australien                     | The Chase Australia (Die Jagd Australien)                                   | Seven Network                                   | Andrew O’Keefe (2015–2021) Larry Emdur (seit 2021)   | Brydon Coverdale Anne Hegerty Mark Labbett (seit 2016) Matt Parkinson Issa Schultz Shaun Wallace (Gast-Chaser; 2018) Cheryl Toh (Gast-Chaser; 2019 und 2020) | 2000 AU$                                               | 14. September 2015 |                    |
| Bulgarien                      | Голямото Преследване (Die große Jagd)                                       | Nova TV                                         | Niki Kantschew                                       | Ljubomir Bratoew „Мъдрецът“ („Der Weise“) Miglena Draganowa „Дама Пика“ („Pik-Dame“) Martin Iwanow „Черният рицар“ („Schwarzer Ritter“) Plamen Mladenow „Професорът“ („Der Professor“) | 500 лв.                                                | 5. September 2022  |                    |
| China                          | 挑战文化名人 Tiǎozhǎn wénhuà míngrén (Fordern Sie die Kulturmeister heraus) | Jiangxi Television                              | Liú Wèi                                              | Meng Man Ji Lianhai A Yi Kang Zhen Li Bo | 1000 ¥                                                 | 20. Juli 2014      | 4. Oktober 2014    |
| Finnland                       | Jahti (Die Jagd)                                                            | MTV3                                            | Mikko Leppilampi                                     | Eero Ylitalo „Der Archivar“ („Herra Arkisto“) Magnus Mali „Der Hai“ („Terävä“) Markus Leikola „Der Besserwisser“ („Besserwisser“) | 500 €                                                  | 30. August 2018    |                    |
| Deutschland                    | Gefragt – Gejagt                                                            | NDR Fernsehen (2012–2015) Das Erste (seit 2015) | Alexander Bommes                                     | Holger Waldenberger (2012, 2015–2017) „Der Gigant“ Sebastian Jacoby (seit 2013) „Der Quizgott“ Sebastian Klussmann (seit 2013) „Der Besserwisser“ Klaus Otto Nagorsnik (2014–2024) „Der Bibliothekar“ Grażyna Werner (2017) „Die Gouvernante“ Manuel Hobiger (seit 2018) „Der Quizvulkan“ Thomas Kinne (seit 2018) „Der Quizdoktor“ Adriane Rickel (seit 2021) „Die Generalistin“ Annegret Schenkel (seit 2022) „Die Schlagfertige“ | 200 € (NDR) 500 €                                      | 8. Juli 2012       |                    |
| Griechenland                   | The Chase (Die Jagd)                                                        | MEGA                                            | Maria Bekatorou                                      | Elias Alexiou Panos Dimakis Vassilis Fasias Maria Markou | 300 €                                                  | 27. Dezember 2021  |                    |
| Israel                         | המרדף HaMirdaf (Die Jagd)                                                   | Kan 11                                          | Ido Rosenblum                                        | Itai Hermann Ron Kofman (Gast-Chaser; 2017 und 2018) Nadav Jacobi (Gast-Chaser; 2018) Michal Sharon (seit 2018) | 5000 ₪                                                 | 18. Mai 2017       |                    |
| Israel                         | המרדף עד הבית HaMirdaf ad HaBait (Die Jagd nach Hause)                      | Kan 11                                          | Dudu Erez                                            | Itai Hermann |                                                        | 26. März 2020      |                    |
| Kroatien                       | Potjera (Die Jagd)                                                          | Hrvatska radiotelevizija                        | Tarik Filipović (2013–2019) Joško Lokas (seit 2019)  | Dean Kotiga (seit 2013) Mirko Miočić (2013–2016) Morana Zibar (seit 2013) Krešimir Međeral-Sučević (seit 2016) Mladen Vukorepa (seit 2017) | 3500 kn                                                | 3. November 2013   |                    |
| Norwegen                       | Jaget (gejagt)                                                              | TV 2                                            | Sturla Berg-Johansen                                 | Trine Aalborg Jan Arild Breistein Thomas Kolåsæter | 10000 Kr                                               | 7. September 2014  | 11. Mai 2016       |
| Rumänien                       | Jaget (gejagt)                                                              | TVR 1                                           |                                                      | | 500 L                                                  | 2023               |                    |
| Russland                       | Погоня Pogoniya (Verfolgung)                                                | Russia 1                                        | Alexander Gurevich                                   | Alexander Ediger Yuriy Hashimov Olga Uspanova Boris Burda | 5000 ₽                                                 | 17. November 2012  | 14. September 2013 |
| Serbien                        | Потера’Potera’ (Die Jagd)                                                   | RTS                                             | Jovan Memedović                                      | Milorad Milinković (Staffel 1–) Uroš Đurić (Staffel 1–5) Milica Jokanović (Staffel 2–) Žarko Stevanović (Staffel 5–) Milan Bukvić (Staffel 9–) Slobodan Nešović (Staffel 1) Maja Lalić (Staffel 1) | 10,000 din. (Staffel 1–9)15,000 din. (seit Staffel 10) | 28. Oktober 2013   |                    |
| Slowakei                       | Na love (Auf der Jagd)                                                      | TV Markíza                                      | Viktor Vincze                                        | Slavo Hlásny Stefan Jurca Denisa Žitňanská | 250 €                                                  | 13. Juni 2022      |                    |
| Spanien                        | El Cazador (Der Jäger)                                                      | La 1                                            | Ion Aramendi (2020–2022) Rodrigo Vázquez (seit 2022) | Erundino Alonso „Der Henker“ („El Justiciero“) Paz Herrera „Die Professorin“ („La Profesora“) Ruth de Andrés „Die Gouvernante“ („La Gobernanta“) Lilit Manukyan „Die Spionin“ („La Espía“) David Leo Garcia (seit 2021) „El Estudiante“ („Der Student“) | 1000 €                                                 | 10. Februar 2020   |                    |
| Tschechien                     | Na lovu (Auf der Jagd)                                                      | TV Nova                                         | Ondřej Sokol                                         | Mgr. Dagmar Jandová „Quizdame“ („Kvízová dáma“) Mgr. Jakub Kvášovský „Rechenmaschine“ („Kalkulátor“) RNDr. Jiří Martínek, Ph.D. „Doktor Allwissend“ („Doktor Vševěd“) Mgr. Václav Slabyhoudek „Herr Fuchs“ („pan Lišák“) | 5000 Kč                                                | 16. August 2021    |                    |
| Türkei                         | Takip (Folgen)                                                              | Kanal D                                         | Uraz Kaygilaroğlu                                    | Muhsin Divan | 5000 ₺                                                 | 9. April 2014      | 19. Januar 2015    |
| Vereinigte Staaten von Amerika | The Chase (Die Jagd)                                                        | GSN                                             | Brooke Burns                                         | Mark Labbett | 5000 $                                                 | 6. August 2013     | 11. Dezember 2015  |
| Vereinigte Staaten von Amerika | The Chase (Die Jagd)                                                        | ABC                                             | Sara Haines                                          | James Holzhauer „Der High Roller“ („The High Roller“) Ken Jennings (2021–2022) „Der Professor“ („The Professor“) Brad Rutter „Die Kreissäge“ („The Buzzsaw“) Mark Labbett (2021–2022) „Das Biest“ („The Beast“) Victoria Groce (seit 2022) „Die Königin“ („The Queen“) Brandon Blackwell (seit 2022) „Der Blitz“ („The Lightning Bolt“) Buzzy Cohen (seit 2022) „Der Kracher“ („The Stunner“)                                       | 25000 $ (Staffel 1) 10000 $ (seit Staffel 2)           | 7. Januar 2021     |                    |
| Zypern                         | The Chase (Die Jagd)                                                        | Alpha TV Cyprus                                 | Tasos Tryfanos                                       | Silia Ioannidu Andreas Pitsillidis Theano Kolavana Marinos Clanthos | 200 €                                                  | 13. September 2020 |                    |

### Beat the Chasers international
| Land        | Sendungsname                                    | Sender        | Moderatore                                         | Jäger                                                                                                | Erste Ausgabe    | Letzte Ausgabe |
| ----------- | ----------------------------------------------- | ------------- | -------------------------------------------------- | --- | ---------------- | -------------- |
| Australien  | Beat the Chasers Australia                      | Seven Network | Andrew O'Keefe (2020)                              | Brydon Coverdale Issa Schultz Cheryl Toh Matt Parkinson                                              | 1. November 2020 |                |
| Deutschland | Gefragt – Gejagt: Allein gegen Alle             | Das Erste     | Alexander Bommes                                   | Adriane Rickel Klaus Otto Nagorsnik Manuel Hobiger Sebastian Jacoby Sebastian Klussmann Thomas Kinne | 17. Oktober 2022 |                |
| Finnland    | Super-Jahti(Die Super Jagd)                     | MTV3          | Mikko Leppilampi                                   | Eero Ylitalo Magnus Mali Markus Leikola                                                              | 5. Februar 2021  |                |
| Niederlande | Beat the Champions                              | RTL4          | Chantal Janzen                                     | Diederik Jekel Cindy Hemink Abel Gilsing Nynke de Jong Devrim Aslan                                  | 3. Januar 2021   |                |
| Spanien     | La Noche de los Cazadores (Die Nacht der Jäger) | La 1          | Ion Aramendi (Season 1) Rodrigo Vázquez (Season 2) | Erundino Alonso Paz Herrera Ruth de Andrés Lilit Manukyan David Leo García                           | 17. Januar 2022  |                |

Ein Brettspiel, das auf der Sendung basiert, wurde 2012 von Ideal veröffentlicht. 2013 veröffentlicht Ginger Fox ein Kartenspiel.
Am 12. Dezember 2012 wurde von Barnstorm Games ein iOS-App veröffentlicht. Sie enthält vier Jäger und kann von bis zu vier Spielern gespielt werden. Einziger Unterschied ist, dass immer Antwortmöglichkeiten vorgegeben werden. Die aktualisierte Version, The Chase: Ultimate Edition, wurde 2017 veröffentlicht.